# Liga Internacional contra la Epilepsia
La Liga Internacional contra la Epilepsia o más conocida como ILAE (por sus siglas en  inglés: International League Against Epilepsy) es una organización de carácter internacional fundada en 1909, cuyo objetivo principal es brindar asistencia a los pacientes que padecen de epilepsia. Reúne a un equipo multidisciplinario de científicos y profesionales de la salud, principalmente especializados en el área de la neurología y la neurociencia, que a su vez se subdividen en los diferentes organismos nacionales contra la epilepsia que cuenta cada país. Tienen dentro de sus propósitos la investigación, el diagnóstico, la prevención y el tratamiento a nivel mundial de la enfermedad, así como también recavar y difundir todo el conocimiento que se tiene sobre ella. La revista científica «Epilepsia» es una publicación médica publicada por la organización que también cumple una función de revisión por pares de todo el contenido que se publica sobre la enfermedad. Su sede central se encuentra ubicada en West Hartford, en Connecticut, Estados Unidos.

## Historia
La organización fue fundada en 1909 en Budapest, Hungría y contó con la participación inicial de diez secciones nacionales: Alemania, Argelia, Austria, Estados Unidos, Francia, Hungría, Inglaterra, Italia, Países Bajos y Rusia. En la actualidad cuenta con más de 120 secciones nacionales alrededor de todo el planeta. De los países hispanohablantes, tanto España como todos los países de Hispanoamérica cuentan con una sección nacional.

## Organización

### Comité Ejecutivo
La estructura de la ILAE está dividida en seis regiones que representan las diferentes áreas del mundo: África, Asia y Oceanía, América Latina, América del Norte, Europa y Medio Oriente. El Comité Ejecutivo está formado por los presidentes de las diferentes juntas regionales, quienes son elegidos por sus pares por periodos de cuatro años.

### Congresos
La ILAE organiza congresos de carácter continental o regional donde se reúnen los expertos a realizar diferentes tipos de actividades en torno a la enfermedad. 